# Scolecobasidium fusiforme
Scolecobasidium fusiforme är en svampart som beskrevs av Matsush. 1971. Scolecobasidium fusiforme ingår i släktet Scolecobasidium, divisionen sporsäcksvampar och riket svampar.   Inga underarter finns listade i Catalogue of Life.